# Tour RebeldeS Nada Pode Nos Parar (2012)
Tour Nada Pode Nos Parar (también conocido por el acrónimo NPNP) es la segunda gira de la banda RebeldeS. Comenzó el 22 de enero de 2012 al promocionar el álbum "RebeldeS". El nombre de la gira es el mismo nombre dado al tercer disco sencillo de la banda, que fue lanzado oficialmente el recorrido en 9 de junio de 2012, con coreografía exclusiva en los espectáculos. La gira terminó el 18 de agosto, y despedido sin previo aviso.

## Fechas y lugares
| América del Sur      |                       |        |                                  |
| 22 de enero de 2012  | Salvador              | Brasil | Wet'n Wild                       |
| 28 de enero de 2012  | Río de Janeiro        | Brasil | HSBC Arena                       |
| 3 de marzo de 2012   | Río de Janeiro        | Brasil | Engenhão                         |
| 9 de marzo de 2012   | Olinda                | Brasil | Centro de Convenções             |
| 10 de marzo de 2012  | João Pessoa           | Brasil | Forrock                          |
| 11 de marzo de 2012  | Fortaleza             | Brasil | Siara Hall                       |
| 17 de marzo de 2012  | São José do Rio Preto | Brasil | Centro Regional de Eventos       |
| 18 de marzo de 2012  | Pouso Alegre          | Brasil | Texas Country Eventos            |
| 31 de marzo de 2012  | Ribeirão Preto        | Brasil | Taiwn Centro de Eventos          |
| 7 de abril de 2012   | Bauru                 | Brasil | Ginásio da Luso                  |
| 8 de abril de 2012   | Sorocaba              | Brasil | Clube União Recreativo           |
| 13 de abril de 2012  | Uberlândia            | Brasil | Castelli Hall                    |
| 14 de abril de 2012  | Brasília              | Brasil | Parque de Exposições de Brasília |
| 21 de abril de 2012  | Volta Redonda         | Brasil | Ginasio da PET                   |
| 22 de abril de 2012  | Juiz de Fora          | Brasil | La Rocca                         |
| 27 de abril de 2012  | Aracaju               | Brasil | Praça de Eventos da Orla         |
| 28 de abril de 2012  | Maceió                | Brasil | Vox Room                         |
| 29 de abril de 2012  | Natal                 | Brasil | Vila Folia                       |
| 30 de abril de 2012  | São Luís do Maranhão  | Brasil | Rio Anil Shopping                |
| 1 de mayo de 2012    | Teresina              | Brasil | Atlantic City                    |
| 2 de mayo de 2012    | Sobral                | Brasil | Coqueiros Clube                  |
| 3 de mayo de 2012    | Juazeiro do Norte     | Brasil | Parque de Eventos Padre Cícero   |
| 4 de mayo de 2012    | Porto Alegre          | Brasil | Pepsi On Stage                   |
| 5 de mayo de 2012    | Florianópolis         | Brasil | Stage Music Park                 |
| 6 de mayo de 2012    | Curitiba              | Brasil | Curitiba Master Hall             |
| 11 de mayo de 2012   | Porto Velho           | Brasil | Talismã 21                       |
| 12 de mayo de 2012   | Manaus                | Brasil | Studio 5 Centro de Convenções    |
| 13 de mayo de 2012   | Belém                 | Brasil | Hangar                           |
| 1 de junio de 2012   | Feira de Santana      | Brasil | Estação da Música                |
| 2 de junio de 2012   | Petrolina             | Brasil | Iate Clube de Petrolina          |
| 3 de junio de 2012   | Caruaru               | Brasil | Palladium                        |
| 7 de junio de 2012   | Americana             | Brasil | Parque de Eventos CCA            |
| 8 de junio de 2012   | Novo Hamburgo         | Brasil | Fenac                            |
| 9 de junio de 2012   | São Paulo             | Brasil | Espaço das Américas              |
| 30 de junio de 2012  | Joinville             | Brasil | Complexo Centreventos Cau Hansen |
| 1 de julio de 2012   | Londrina              | Brasil | Parque de Exposições Nei Braga   |
| 6 de julio de 2012   | Brasília              | Brasil | Esplanada dos Ministérios        |
| 7 de julio de 2012   | Campo Grande          | Brasil | Ginásio do Rádio Clube Campo     |
| 8 de julio de 2012   | Cuiabá                | Brasil | Parque de Exposições - Acrimat   |
| 13 de julio de 2012  | Sobral                | Brasil | Coqueiros Club                   |
| 14 de julio de 2012  | Campina Grande        | Brasil | Ginásio Clube Campestre          |
| 15 de julio de 2012  | Recife                | Brasil | Clube Português                  |
| 20 de julio de 2012  | Araraquara            | Brasil | Bazzuah Eventos                  |
| 21 de julio de 2012  | Goiânia               | Brasil | Goiânia Arena                    |
| 22 de julio de 2012  | Franca                | Brasil | Castelinho                       |
| 3 de agosto de 2012  | Vitória               | Brasil | Ginásio Álvares Cabral           |
| 4 de agosto de 2012  | Belo Horizonte        | Brasil | Chevrolet Hall BH                |
| 17 de agosto de 2012 | Araraquara            | Brasil | Bazuah Eventos                   |
| 18 de agosto de 2012 | Ribeirão Preto        | Brasil | Estádio do Comercial             |

## Atos de abertura
- João Victor
- Juliani & Bruno

## Shows cancelados
- 20 de enero de 2012 - Ilhéus, Bahia - Batuba Beach[9]
- 18 de mayo de 2012 - Santarém, Pará - Atlético Cearense
- 19 de mayo de 2012 - Boa Vista, Roraima - CTG
- 20 de mayo de 2012 - Macapá, Amapá - Estacionamento do Sambódromo
- 25 de mayo de 2012 - Marabá, Pará - Stop Toddy
- 26 de mayo de 2012 - Imperatriz, Maranhão - Parque de Exposição
- 27 de mayo de 2012 - Araguaína, Tocantins - Olympia Shows[10]
- 19 de agosto de 2012 - Luziânia, Goiás - Parque de Exposições